# Den falske Millionær
Den falske Millionær er en amerikansk stumfilm fra 1920 af James Cruze.

## Medvirkende
- Wallace Reid som Perry Dayton
- Margaret Loomis som Camilla Joyt
- Clarence Geldart som Theron Ammidown
- J.M. Dumont som Jerry
- Rhea Haines som Denver Kate